# Opichén (Mérida)
Opichén es una localidad situada en el estado de Yucatán, México. Según el censo de 2020, tiene una población de 724 habitantes.

## Toponimia
El nombre (Opichén) significa en maya yucateco "pozo donde están las anonas", por provenir de los vocablos Opi, que significa anona (Annona reticulata L.), y chen, que significa pozo.

## Localización
Opichén se encuentra se encuentra localizada a 4 kilómetros al poniente del centro de la ciudad de Mérida.

## Infraestructura
Entre la infraestructura con la que cuenta:
- Una iglesia católica
- Un parque
- Una casa comisarial
- Una casa ejidal

Al poniente se han desarrollado varios fraccionamientos y comercios que han incrementado la movilidad urbana, así como también el parque "Paseo Verde" que une a Opichén y  sus fraccionamientos, con colonias del extremo poniente de la ciudad de Mérida por medio de una ciclopista y andador.

## Las haciendas en Yucatán
Las haciendas en Yucatán fueron organizaciones agrarias que surgieron a finales del siglo XVII y en el curso del siglo XVIII a diferencia de lo que ocurrió en el resto de México y en casi toda la América hispana, en que estas fincas se establecieron casi inmediatamente después de la conquista y durante el siglo XVII. En Yucatán, por razones geográficas, ecológicas y económicas, particularmente la calidad del suelo y la falta de agua para regar, tuvieron una aparición tardía.
Una de las regiones de Yucatán en donde se establecieron primero haciendas maiceras y después henequeneras, fue la colindante y cercana con Mérida. A lo largo de los caminos principales como en el "camino real" entre Campeche y Mérida, también se ubicaron estas unidades productivas. Fue el caso de los latifundios de Yaxcopoil, Xtepén, Uayalceh, Temozón, Itzincab y San Antonio Sodzil.
Ya en el siglo XIX, durante y después la llamada Guerra de Castas, se establecieron las haciendas henequeneras en una escala más amplia en todo Yucatán, particularmente en la región centro norte, cuyas tierras tienen vocación para el cultivo del henequén.
En el caso de Opichén, al igual que la mayoría de las otras haciendas, dejaron de serlo, con peones para el cultivo de henequén, para convertirse en un ejido, es decir, en una unidad colectiva autónoma, con derecho comunitario de propiedad de la tierra, a partir del año 1937, después de los decretos que establecieron la reforma agraria en Yucatán, promulgados por el presidente Lázaro Cárdenas del Río. El casco de la hacienda permaneció como propiedad privada.

## Demografía
Según el censo de 2020 realizado por el INEGI, la población de la localidad es de 724 habitantes, de los cuales 355 son hombres y 369 son mujeres.
| 13                          | 0 | 7 | 6 | 6 | 411 | 102 | 117 | 148 | 327 | 724 |
| (Fuente: INEGI [Consultar]) |   |   |   |   |     |     |     |     |     |     |

## Galería

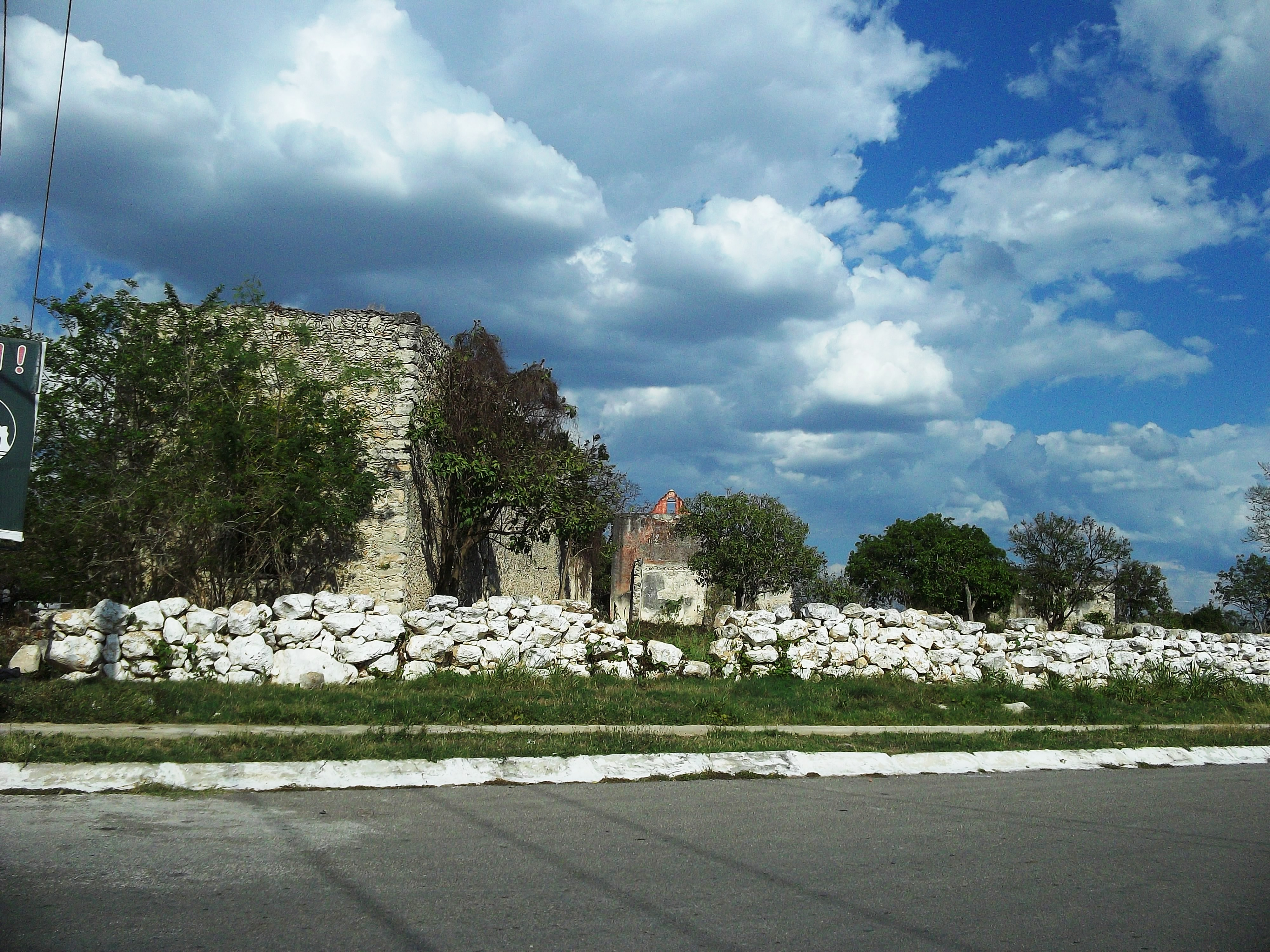
Vista de la hacienda Opichén.
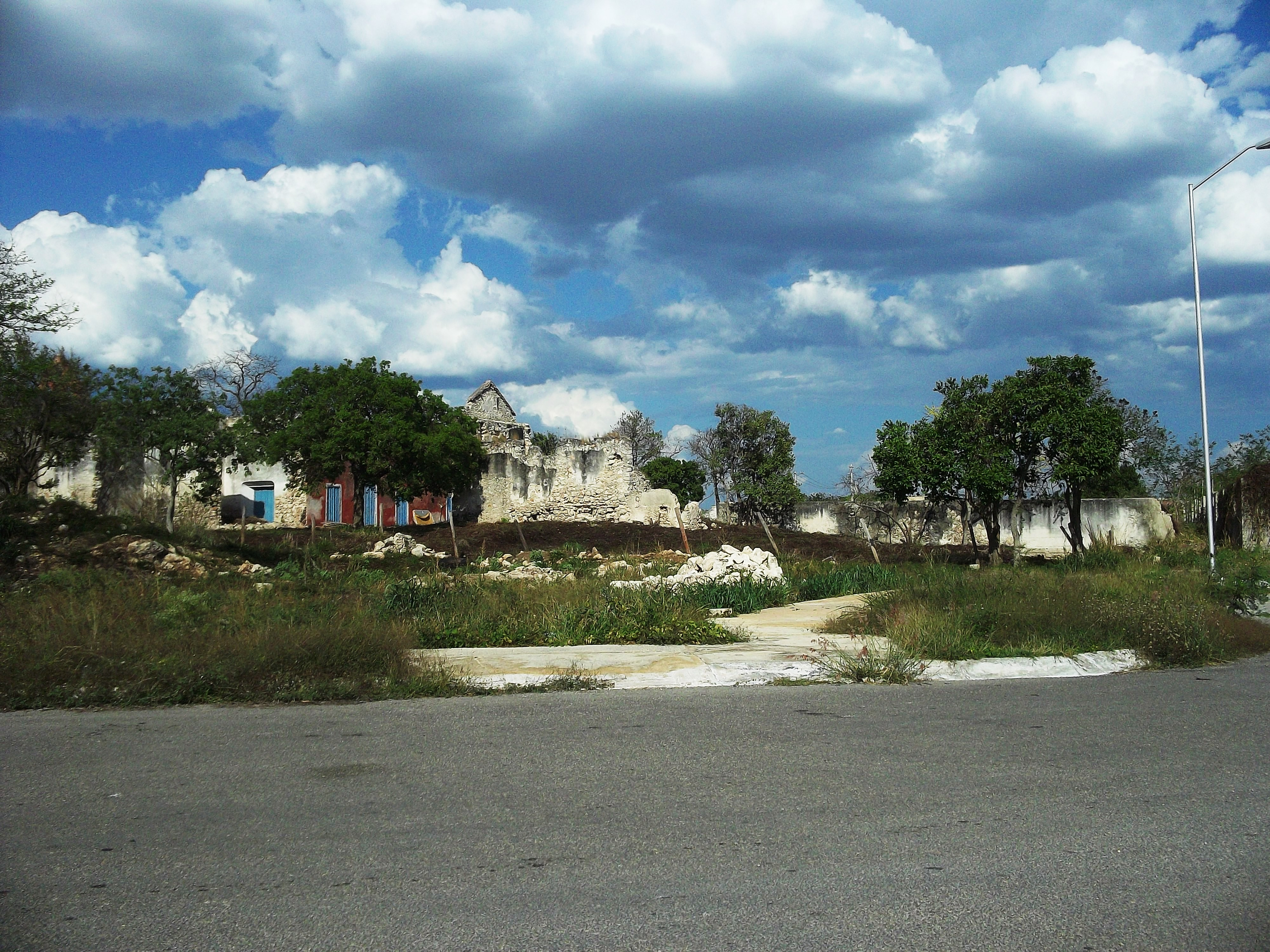
Vista de la hacienda Opichén.
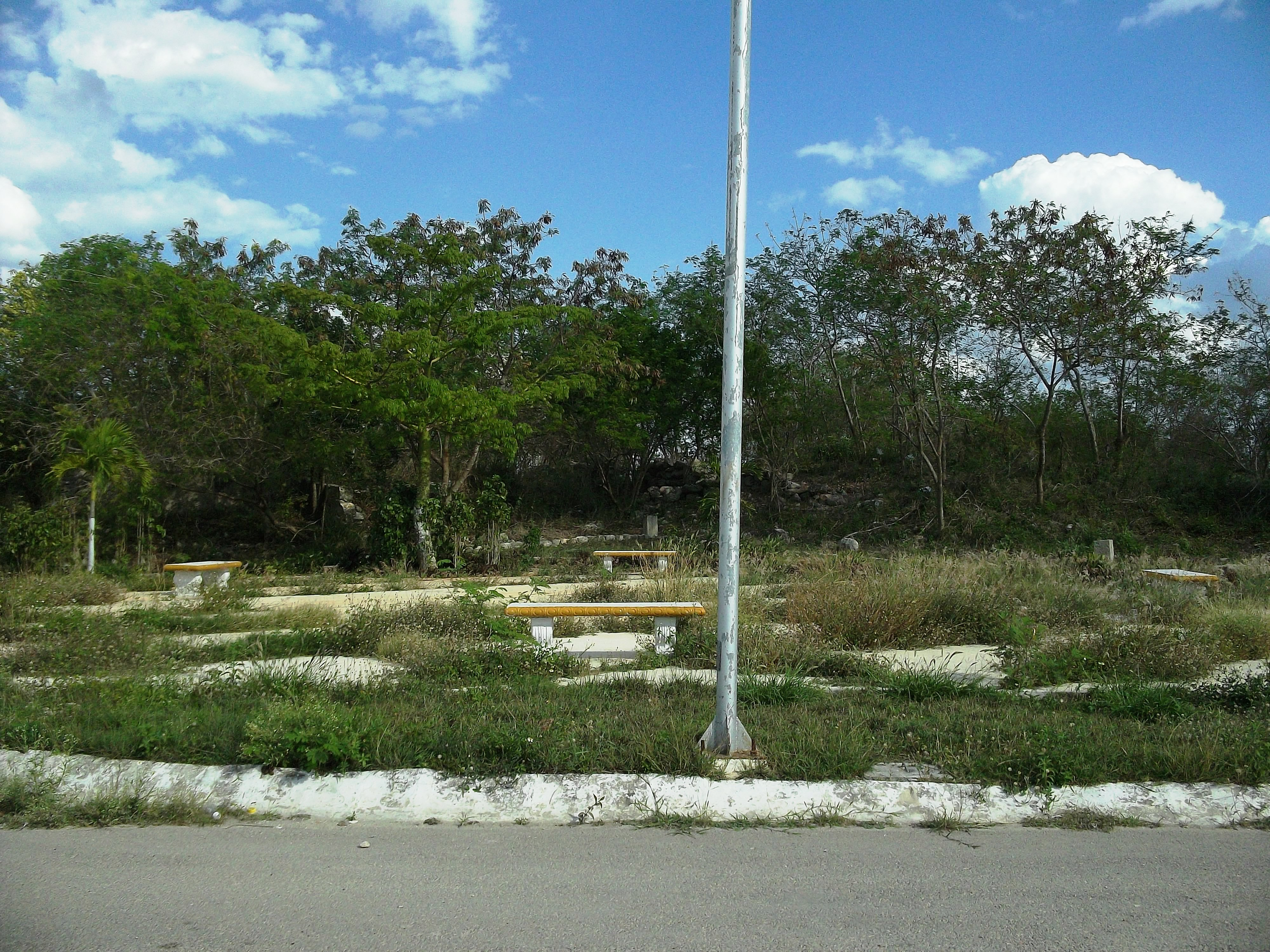
Vista de la hacienda Opichén.
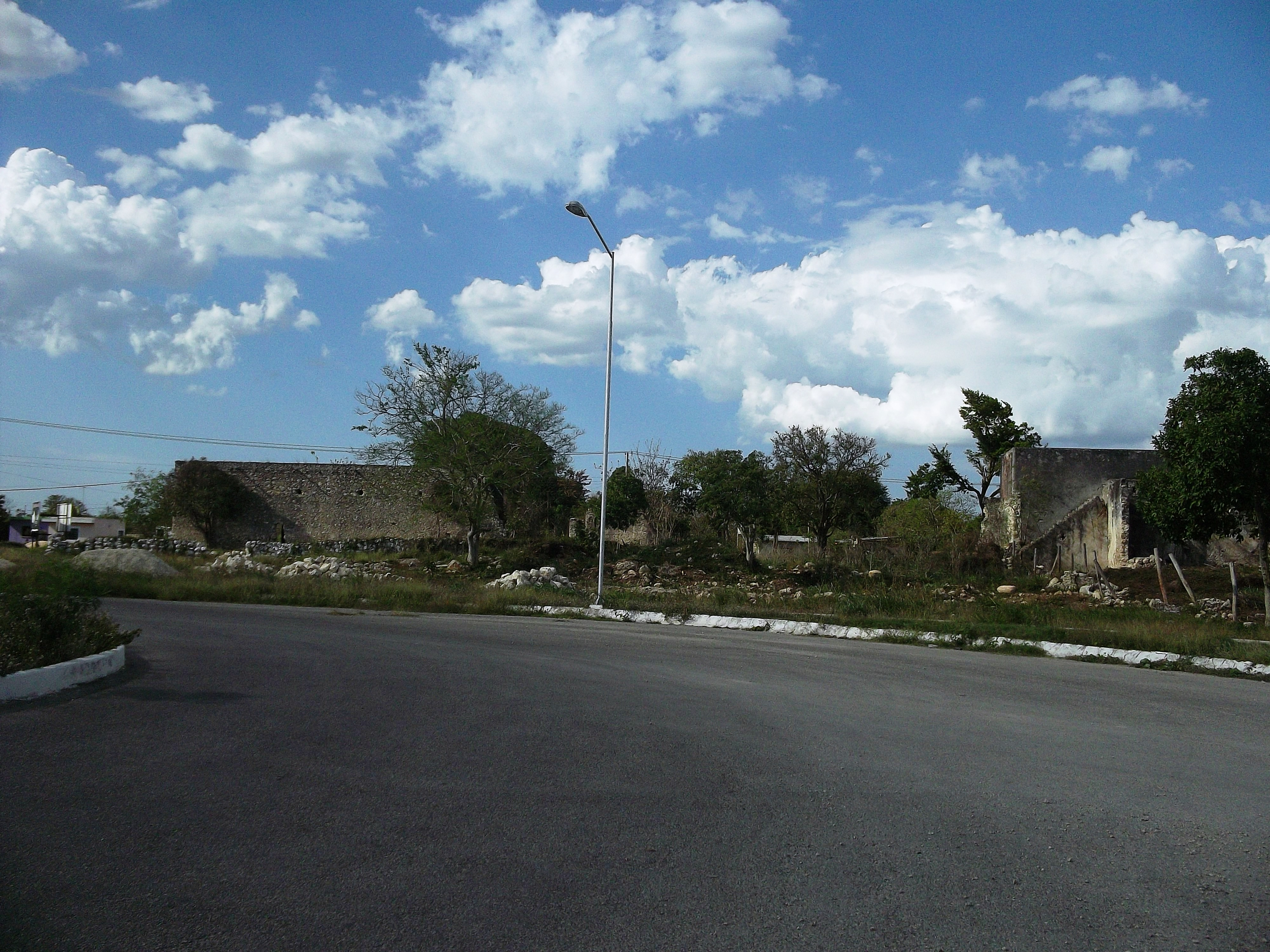
Vista de la hacienda Opichén.
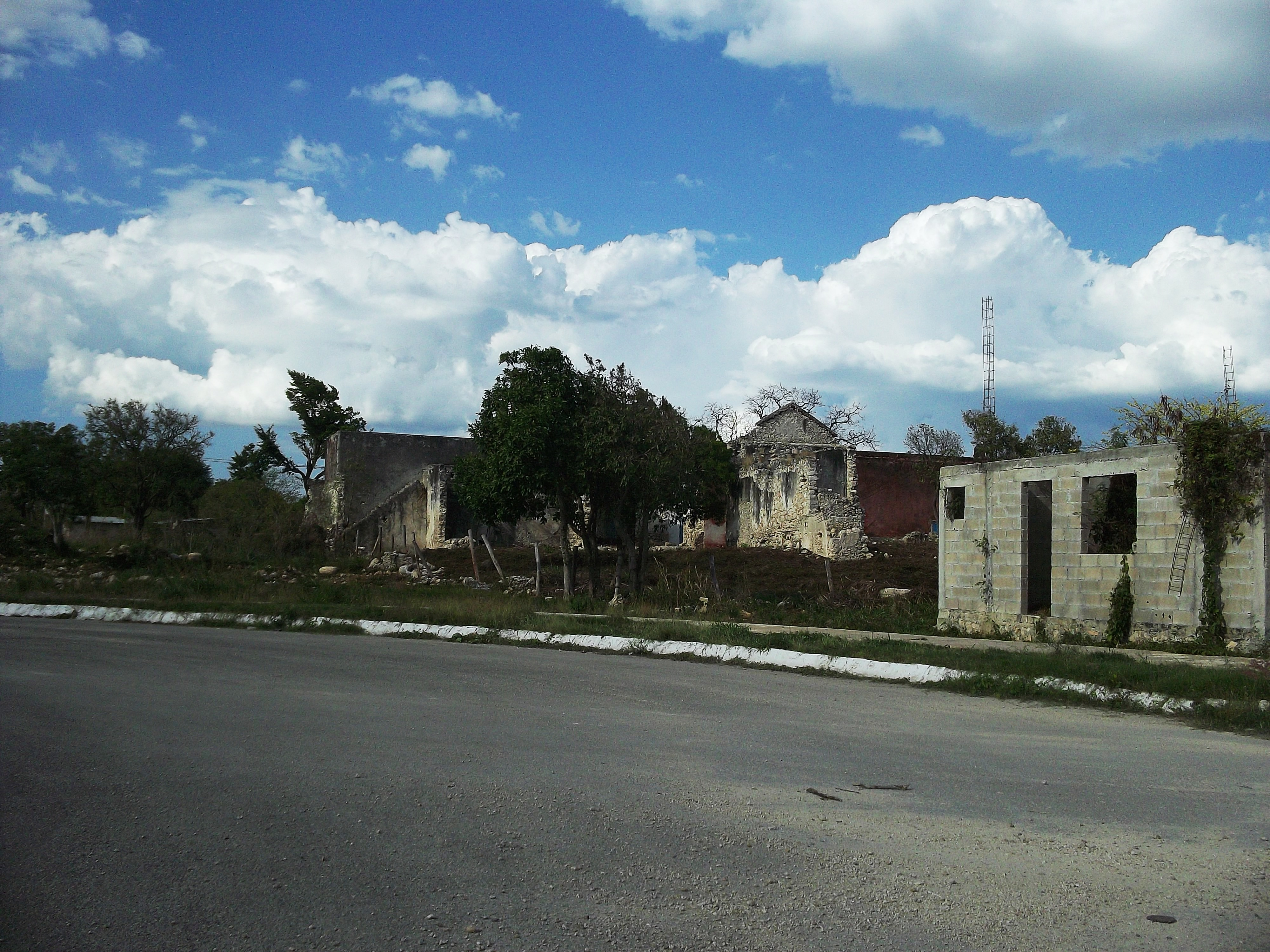
Vista de la hacienda Opichén.
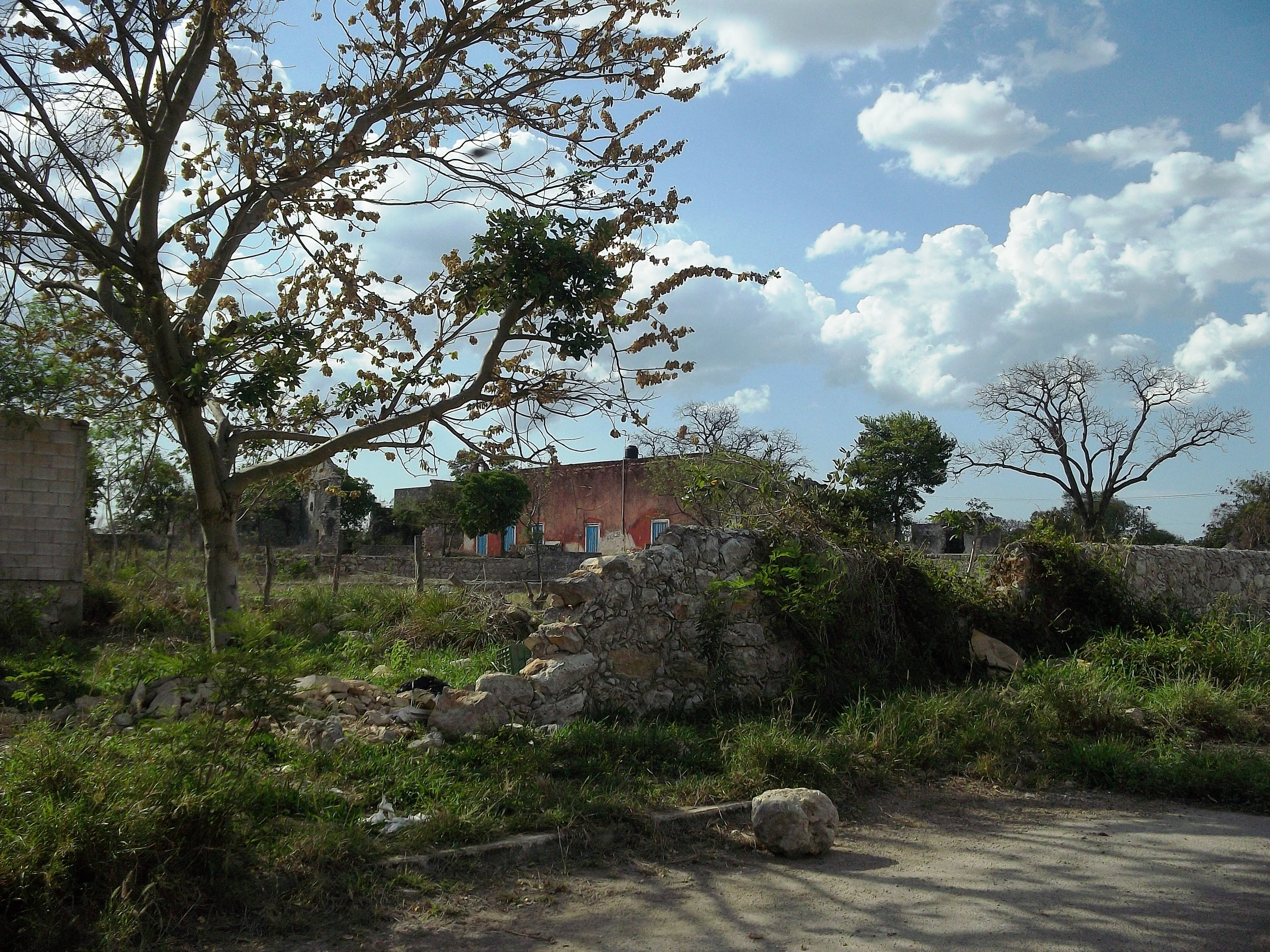
Vista de la hacienda Opichén.
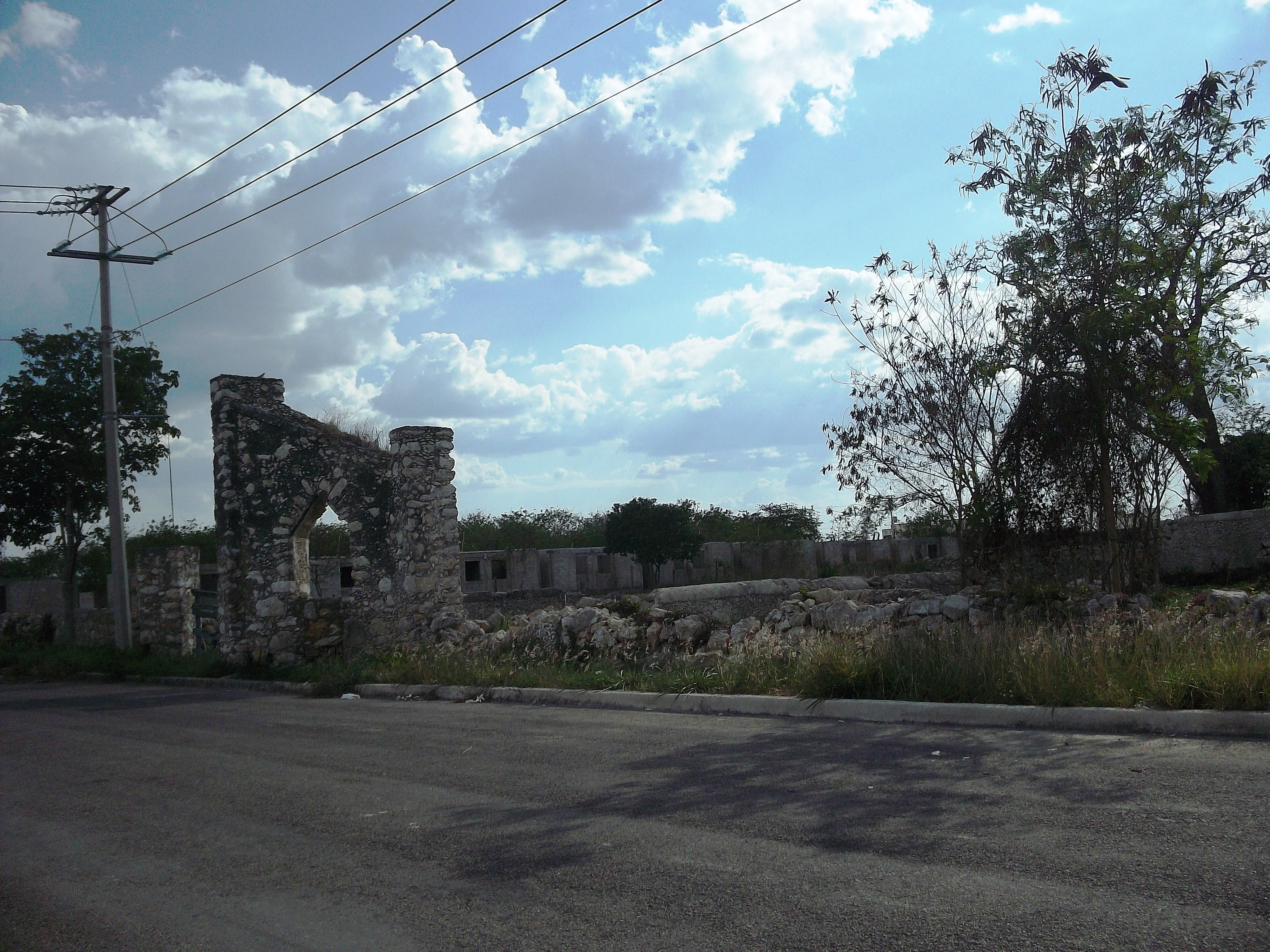
Vista de la hacienda Opichén.
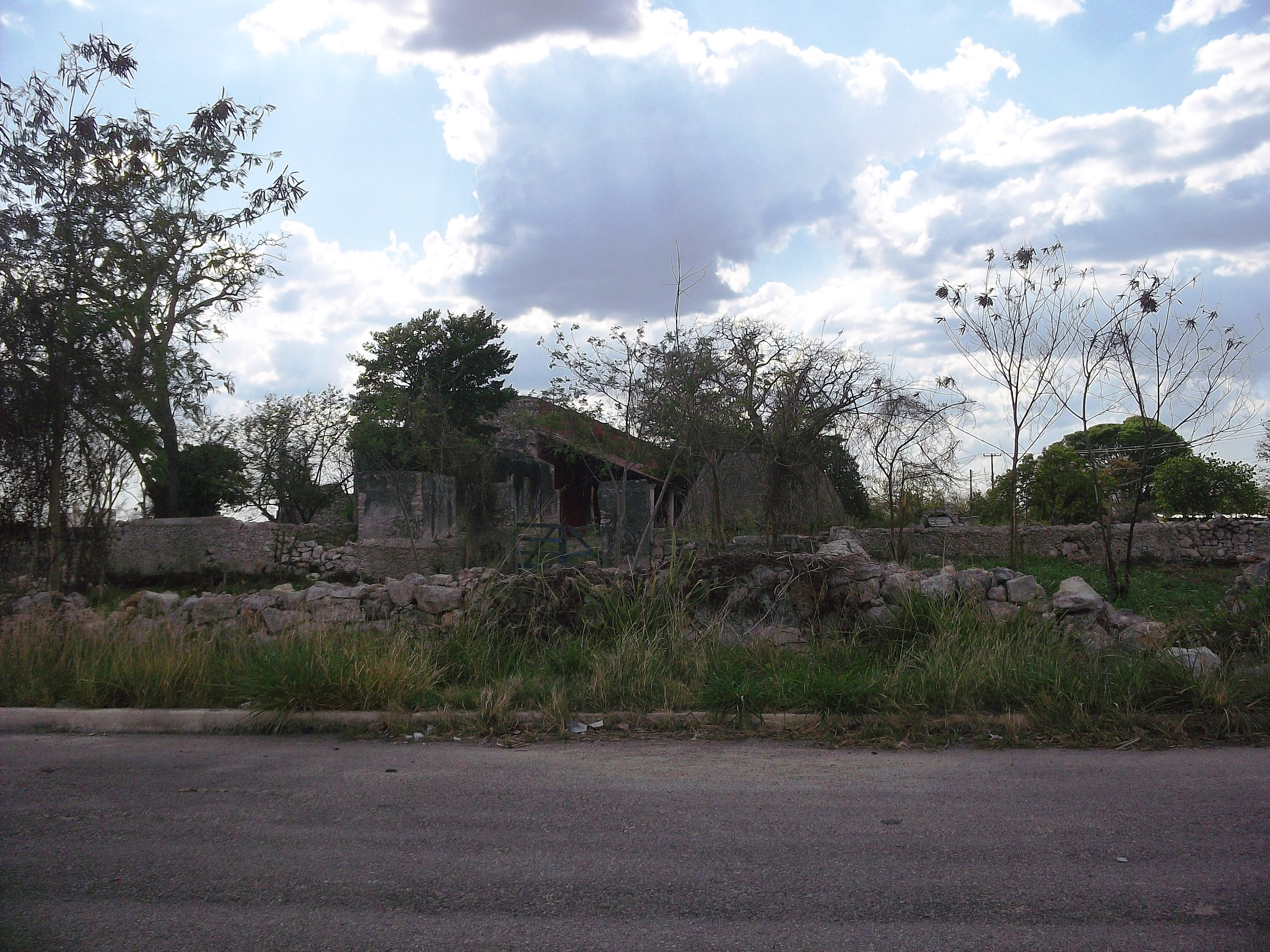
Vista de la hacienda Opichén.
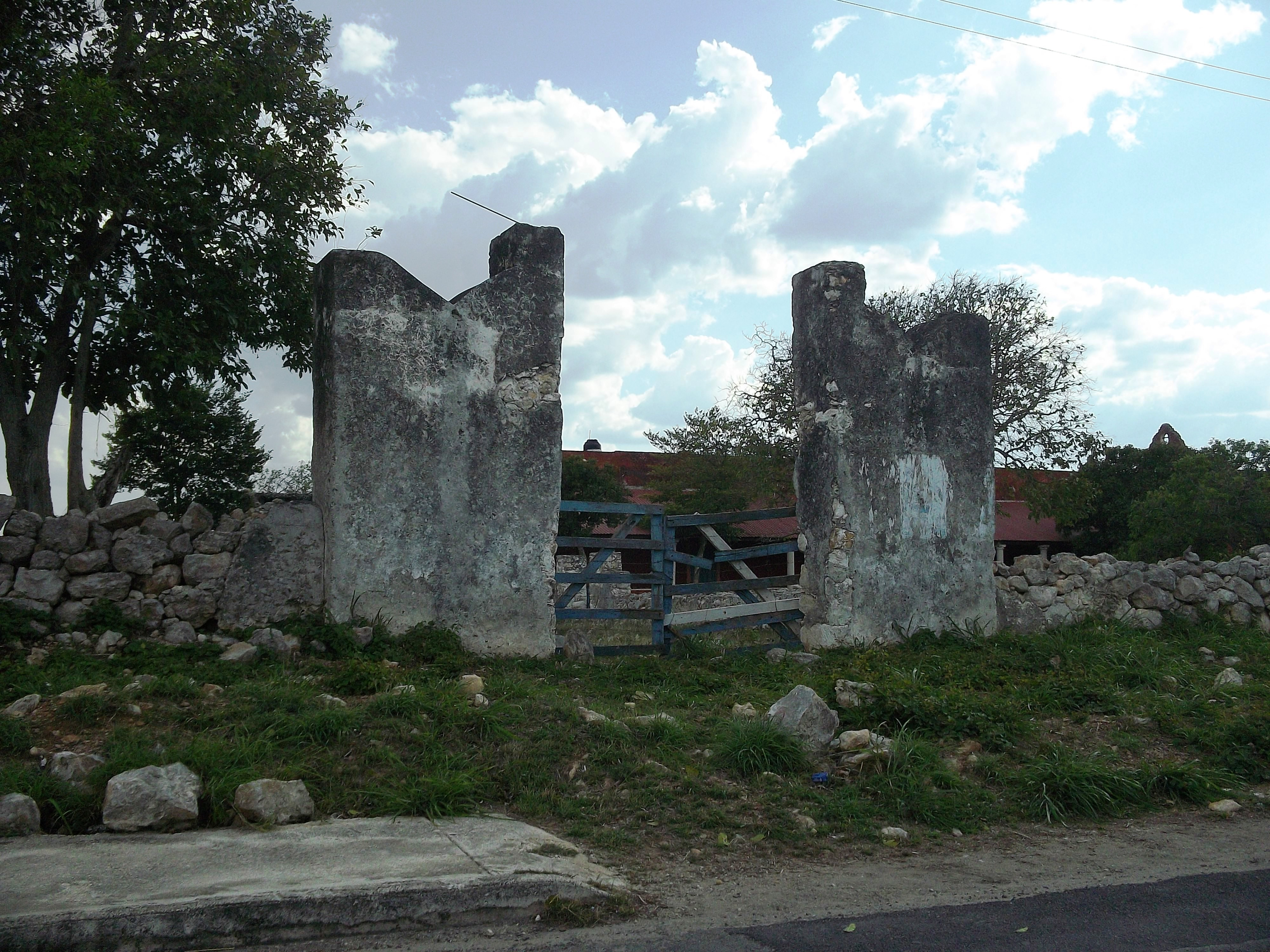
Vista de la hacienda Opichén.
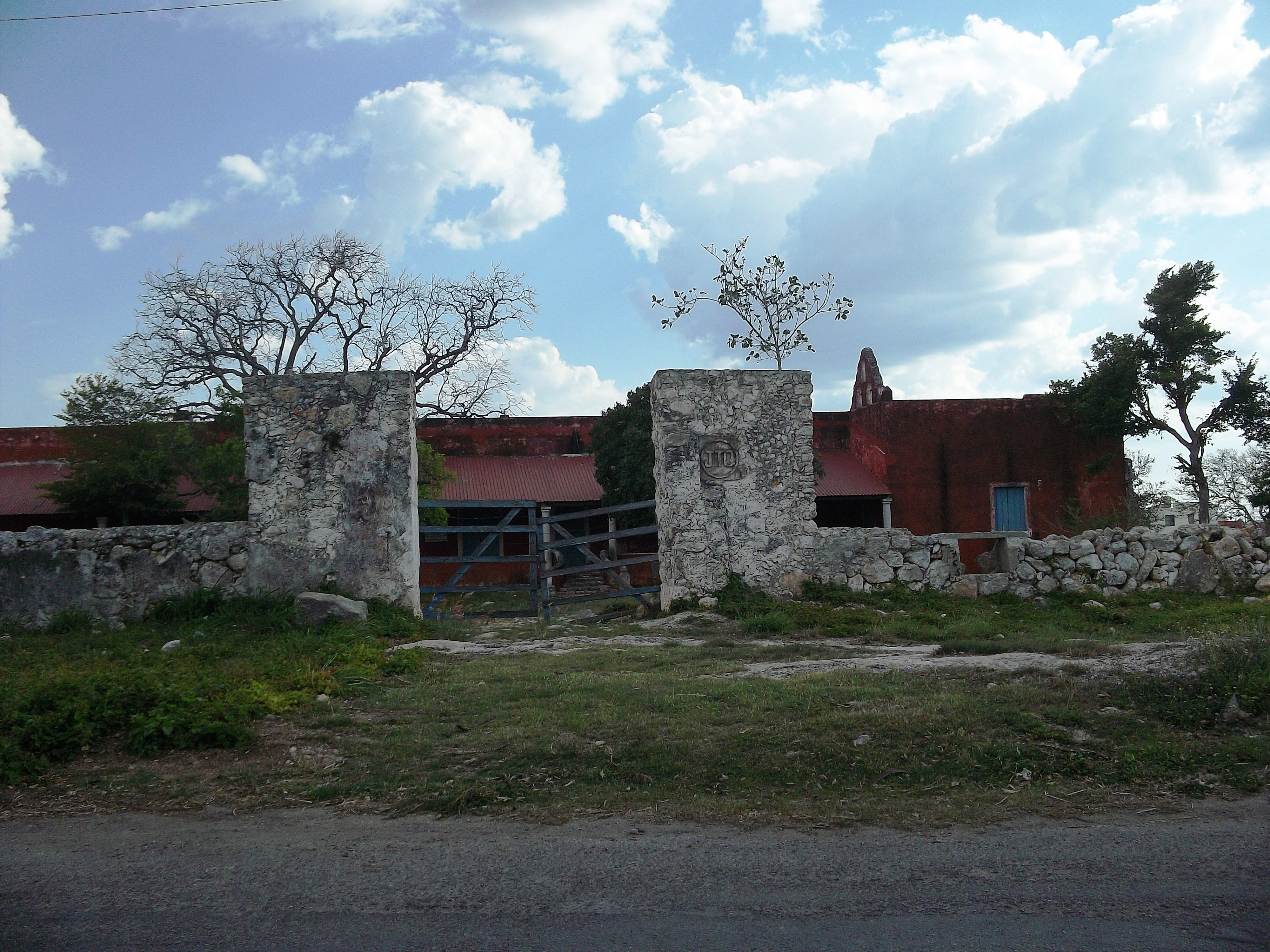
Vista de la hacienda Opichén.
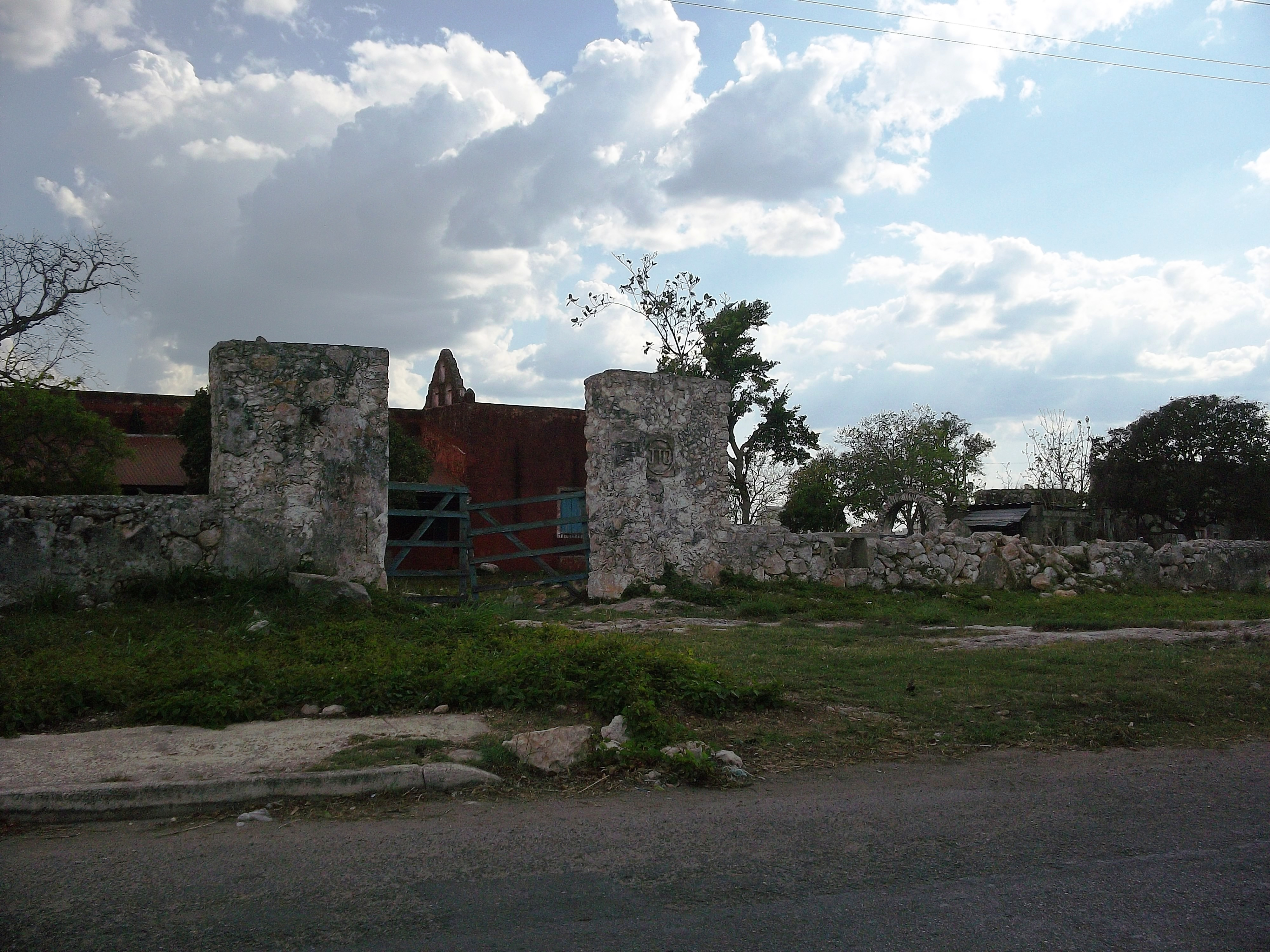
Vista de la hacienda Opichén.
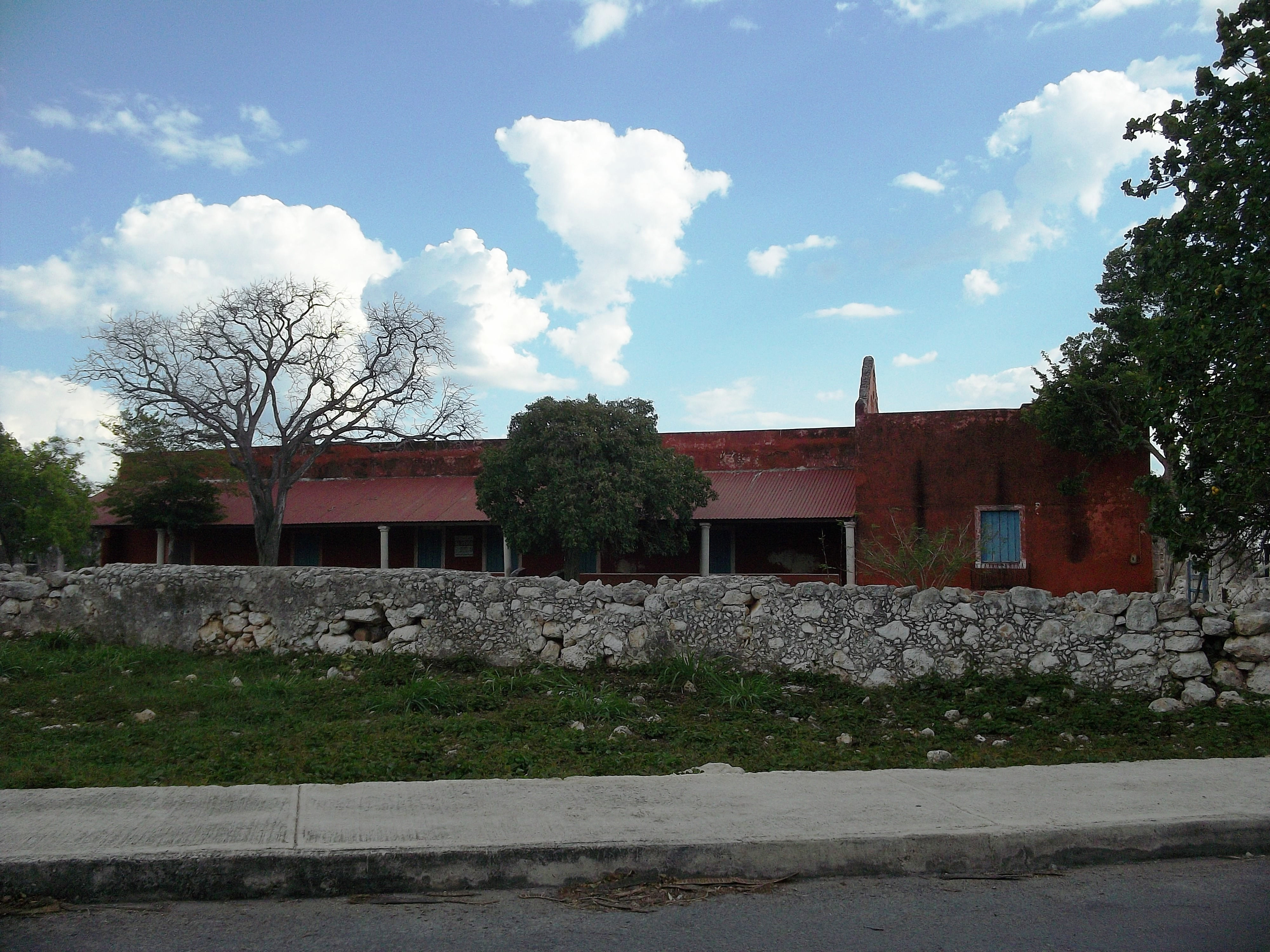
Vista de la hacienda Opichén.
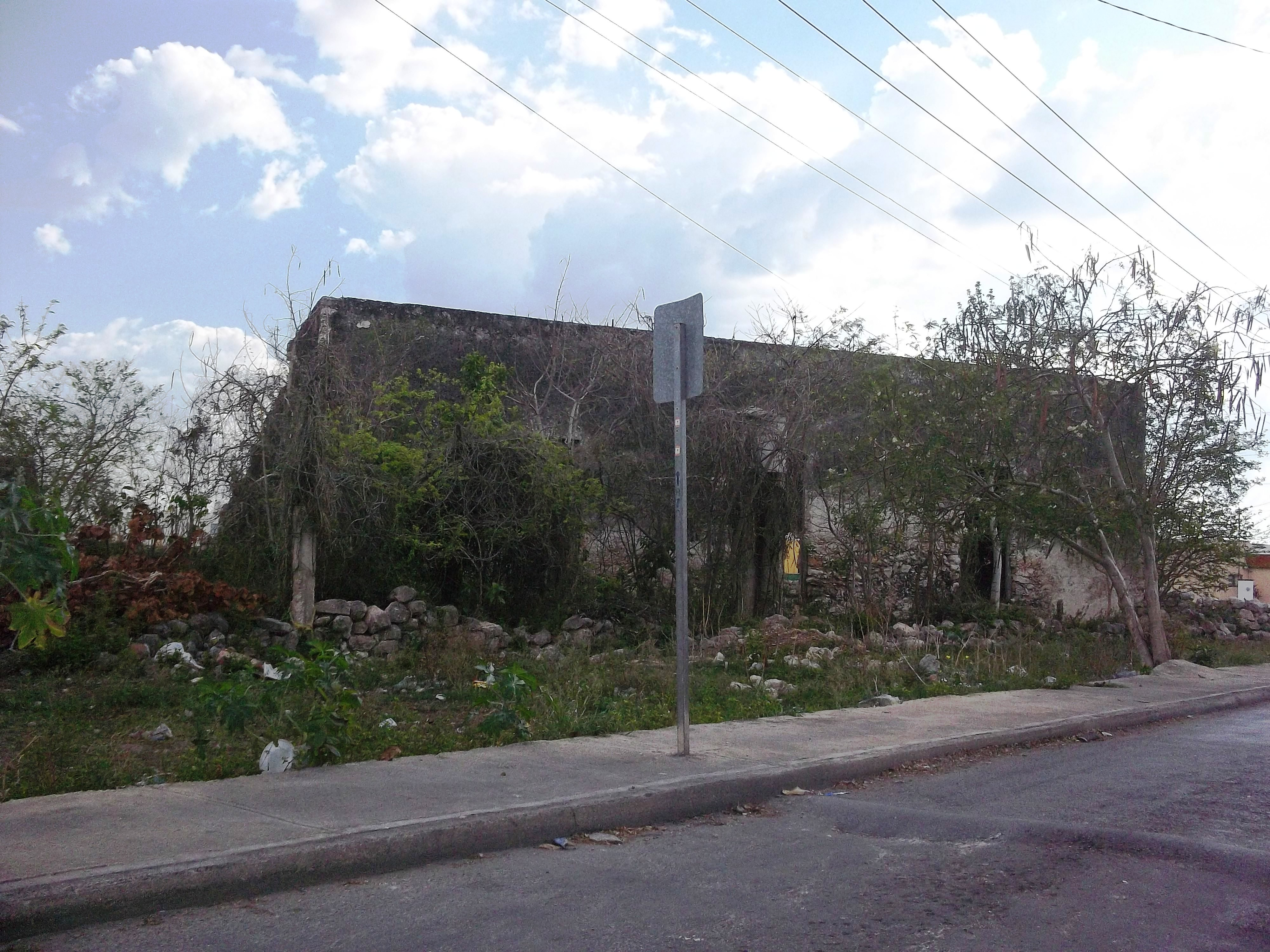
Vista de la hacienda Opichén.
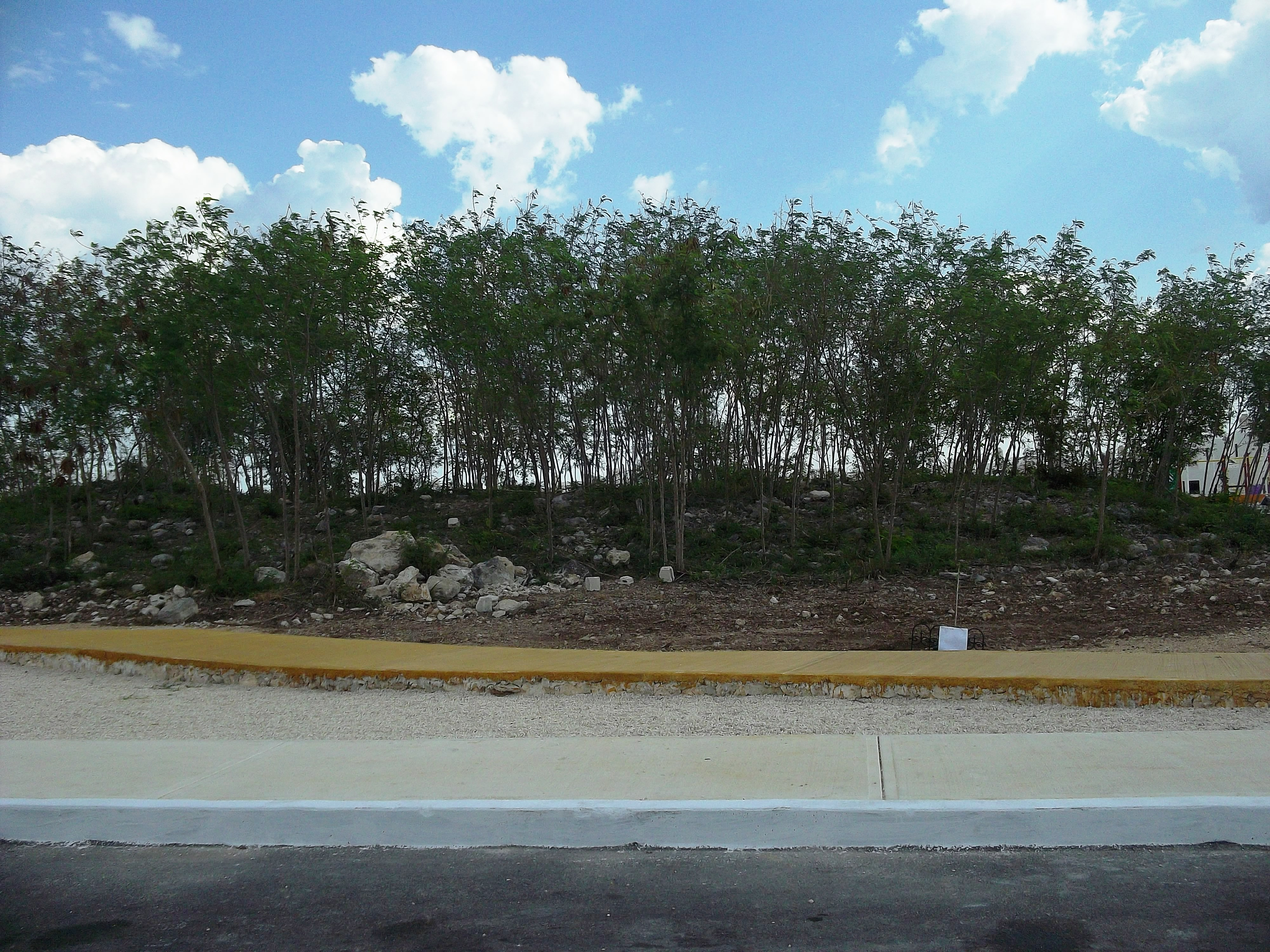
Vestigios arqueológicos de Opichén.
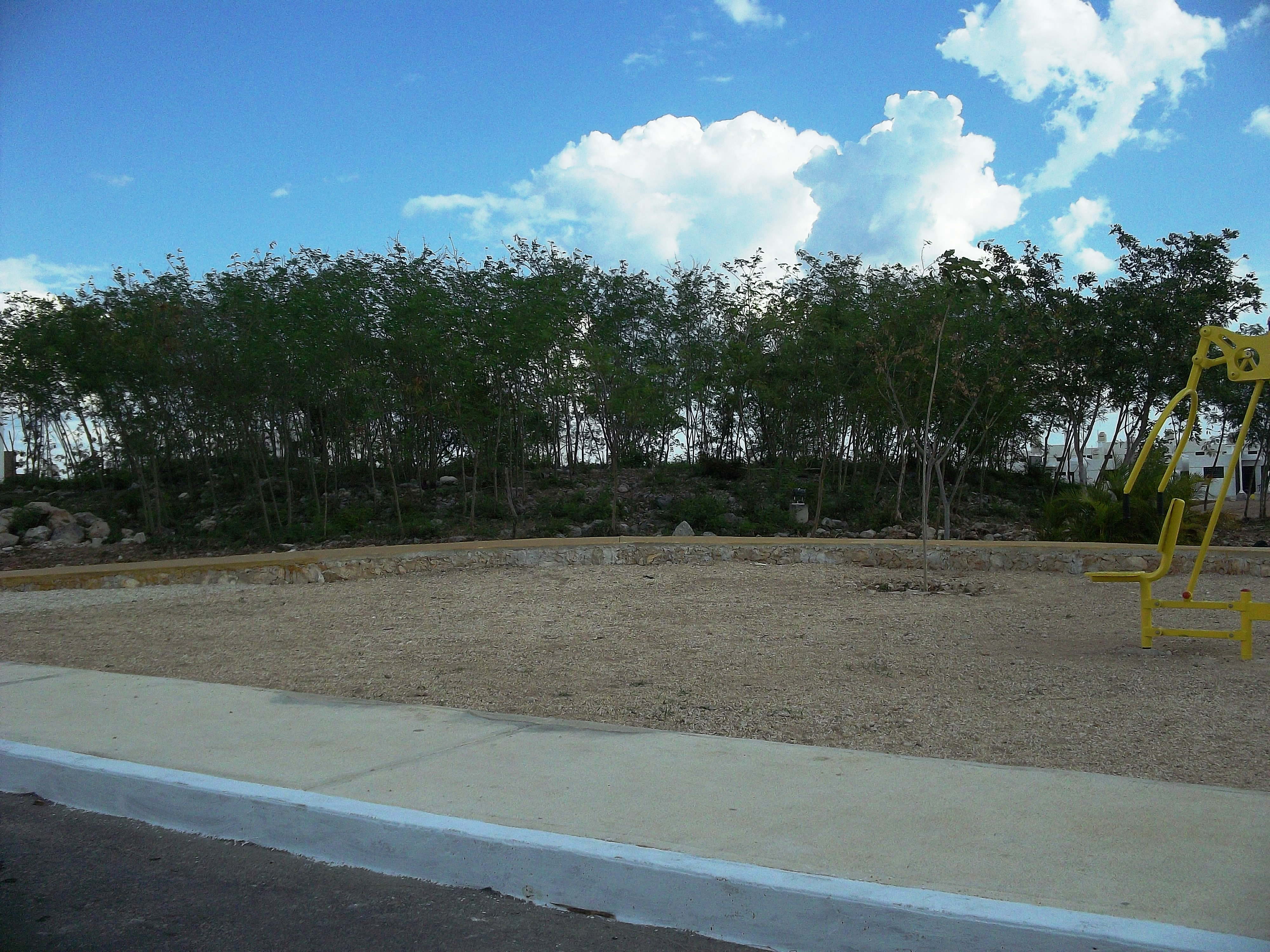
Vestigios arqueológicos de Opichén.
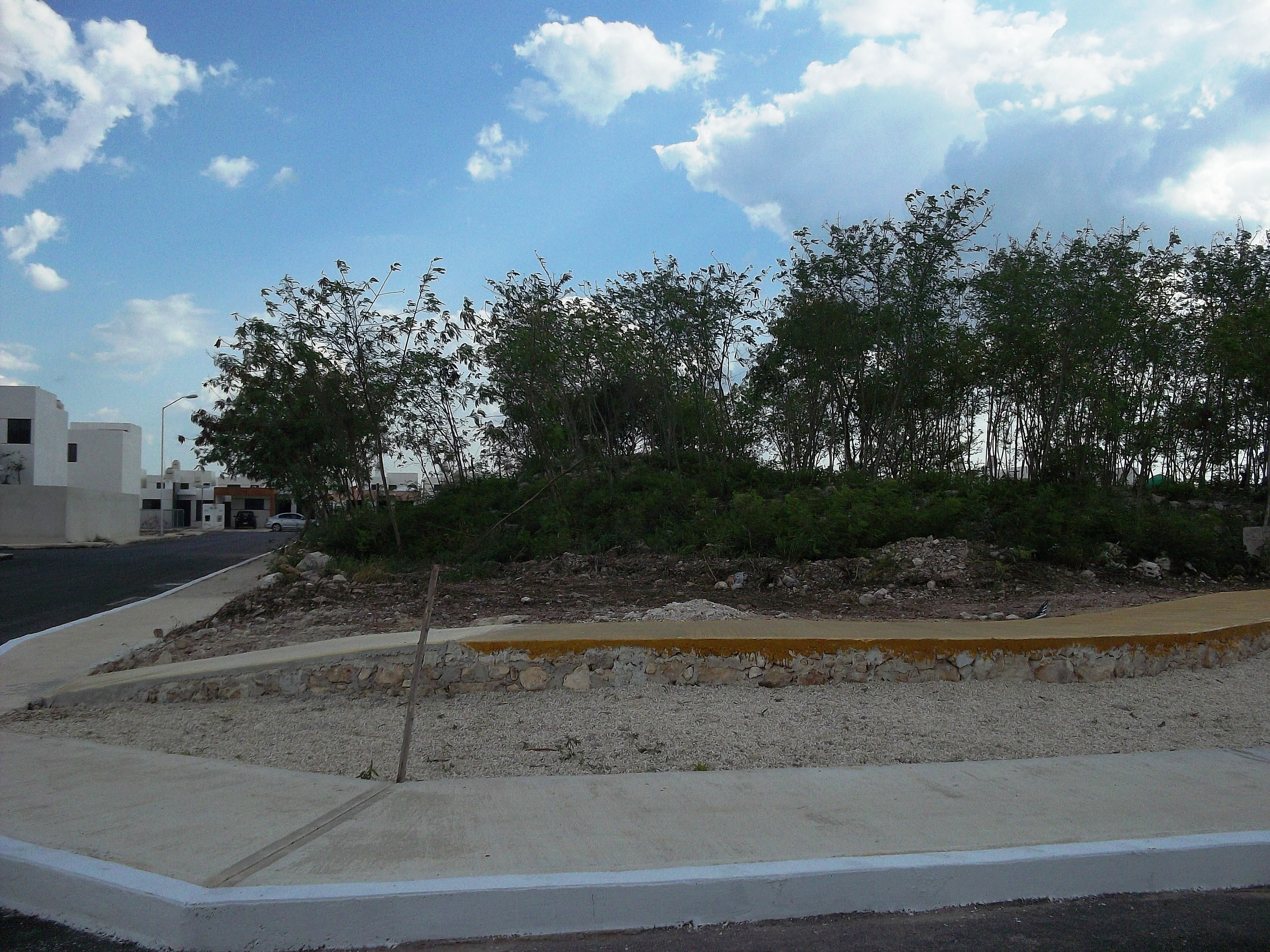
Vestigios arqueológicos de Opichén.